# الفج (تونس)
الفج قرية صغيرة تقع على الحد بين ولايتي سيدي بوزيد وقفصة، بها بضعة مساكن وعدد من المطاعم والمقاهي الموجهة للمسافرين.